# Siempre tuya Acapulco
Siempre tuya Acapulco est une telenovela mexicaine diffusée en 2014 sur Azteca 13.

## Distribution
- Melissa Barrera : Olvido Balmaceda Pérez
- Daniel Elbitar : Diego Rivas Santander / Diego Canciano Santander
- Cecilia Ponce : Irán Hernández Molina †
- Aura Cristina Geithner : Angustias Molina Vda. de Hernández †
- Alberto Guerra : David Balmaceda Romero †
- Gabriela Roel : Eufrasia Pérez
- Rafael Sánchez Navarro : Armando Balmaceda Domínguez †
- Wendy de los Cobos : Raquela Romero Vda. de Balmaceda
- Francisco Angelini : Francisco "Pancho" Gómez
- Erick Chapa : Rodrigo Rivas Santander
- Leticia Huijara : Esperanza Santander Alarcón Vda. de Rivas
- Héctor Soberón : Ulises Santander Alarcón
- Esmeralda Ugalde : Vanessa Hernández Molina
- Ramiro Tomasini : Nelson Hernández Molina
- Marliese Edelmann : Roxana Iriarte
- Amaranta Ruíz : Rufina Cárdenas
- Gina Moret : Alicia "Licha" Cárdenas
- Carlos Millet : Lucho
- Luciano Zacharski : Jesús "Chuy" Pérez
- Yanilen Díaz : Martha "Martita" Pérez de Cárdenas
- Raúl Sandoval : Anastasio "Tacho" Cárdenas
- Mayte Gil : Gisela †
- Alejandra Ley : Citlali Chimalpopoca
- Estrella Veloz : Rosario "Chayo" Cárdenas
- Gerardo González : Bernardo "Bernie" Urástegui
- Jorge Galván : Padre Filemón
- José González Márquez : Juventino Pérez †
- Regina Torné : Soraya Patiño †
- Bernie Paz : Stefano Canciano
- Gabriela Spanic : Fernanda Montenegro "La Fiscal de Hierro"
- Ana La Salvia : Verónica Canciano
- Germán Valdés : Juanchito
- Christian Wolf : Javier "Jaguar" Robles
- Rodrigo Cachero : Dr Villanueva
- Héctor Parra : Ernesto
- Fabián Corres : Dr Alarcón
- Gregory Kauffman : Gabriel Sandoval Canciano †
- Paloma Quezada : La Piraña †
- Marcela Alcaraz : Tomasina
- Valeria Lorduguin : Florencia Antonia
- Talia Gómez : Marlene
- Carlos Alfonso : Urbano
- Raquel Bigorra : lui-même
- Alfonso de Anda : elle-même
- Ballet de Venga la Alegria : elles-mêmes
- Mauricio Islas : elle-même
- Saúl Lisazo : elle-même

## Diffusion
- Azteca 13 (2014)
- Azteca América
- Azteca Guatemala
- Telesistema 11
- Telemix Internacional
- RTS
- SNT
- Caracol Televisión

### Sources
- (es) Cet article est partiellement ou en totalité issu de l’article de Wikipédia en espagnol intitulé « Siempre tuya Acapulco » (voir la liste des auteurs).